# IPASS
iPASS（アイパス）は、米国に本社を置く通信会社であり、主にインターネットの国際ローミングサービスを展開している。

## インターネットの国際ローミングサービス

### 電話回線網、パケット回線網
インターネットサービスプロバイダ (ISP) は、利用者に対して、電話回線、携帯ネットワーク網、といったアクセスポイントを活用したリモートアクセスサービスを提供している。
ISPが提供するリモートアクセスサービスは、主に国内を基準としたサービスであるため、サービス提供範囲を超えた国外の地域、場所にアクセスポイントは無く、利用者は、非常に高額な通信料金を支払って国内のアクセスポイントへ接続しなければならない。
解決策としては、ISPが世界中の国々にアクセスポイントを設置することであるが、莫大な設備投資と維持費用がかかる。そのため、国外ISPと提携し、国外ISPの設備を活用する必要がある。また国内外問わず、正確な課金と利用者の利便性を低下させないために利用者が普段使用するIDとパスワードで接続させることが可能でなければならない課題も生じる。
iPassは世界中のISPに対して、認証、課金管理、接続用ソフトウェア基盤をサービス提供し、相互接続(ローミング)が可能であるため、国内ISP各社は、iPass社と提携することで容易に世界中のISPと提携するに等しいサービスが提供可能である。
利用者は、iPassを使用することにより、渡航先の国々にあるアクセスポイントを活用することが可能となるため、通信料金を最小限にすることが可能となる。

### 公衆無線LAN(ホットスポット)
ホテルや空港、カフェをはじめとする場所でホットスポットを活用したサービスが一般的となったが、各場所で提供されるサービスは、個々に展開されているサービスである。それらをiPassによってローミングし、同一のIDとパスワードで世界中のホットスポットが活用可能となっている。
なお、公衆無線LANサービスによる接続は、電話回線網、パケット交換網と比べ非常に高速なインターネット接続が可能である。

### サービスエリア
現在、約160の国々でiPassは利用可能となっており、国外でインターネット接続を必要とする法人、個人で使用されている。

### サービスエリアの制限
法人、個人に提供するISPによってサービスエリアが制限されている場合がある。
ロシアおよびその周辺国においては、不正利用防止の観点からISPによって接続制限が実施されている。
そのため、iPassのサービスエリアとISPのサービスエリアが異なる場合がある。
日本国内においてもISPによって接続制限を行っている場合があるため、iPassのサービスエリアとISPのサービスエリアが異なる場合がある。

## 個人向けサービス
iPassは、法人向けサービスが主流であるため、個人に対しては直接提供されておらず、主にISP経由でiPassが提供されている。
iPassを提供しているISPは、接続用ソフトウェアである「iPass Connect」も配布しており、容易な接続が可能であるが、NTTドコモのMzoneでは「iPass Connect」の提供を行っておらず、すべて手動で設定しなければならない。
なお、料金は主に従量制で提供されている。
城下工業 株式会社の海外インターネット接続サービス、ロードウォーリアアクセスとしてiPassを従量制、定額制課金サービスを単体提供し、自身が加入しているISPにおいてiPassが提供されていない場合や「定額制」で利用したい場合等でも活用が可能であったが、2015年3月末でサービスを終了している。
現在は、KINAI WIFIが、iPass単体提供サービスとして、機内・海外WiFiローミングサービスを24時間定額課金制で提供しており、ロードウォーリアアクセス ホームページでも、後継サービスとして紹介している。